# Kortbladig kalkmossa
Kortbladig kalkmossa (Tortella inclinata) är en bladmossart som beskrevs av Limpricht 1888. Kortbladig kalkmossa ingår i släktet kalkmossor, och familjen Pottiaceae. Enligt den finländska rödlistan är arten nära hotad i Finland. Arten är reproducerande i Sverige. Artens livsmiljö är kalkstensklippor och kalkbrott. Inga underarter finns listade i Catalogue of Life.

## Bildgalleri

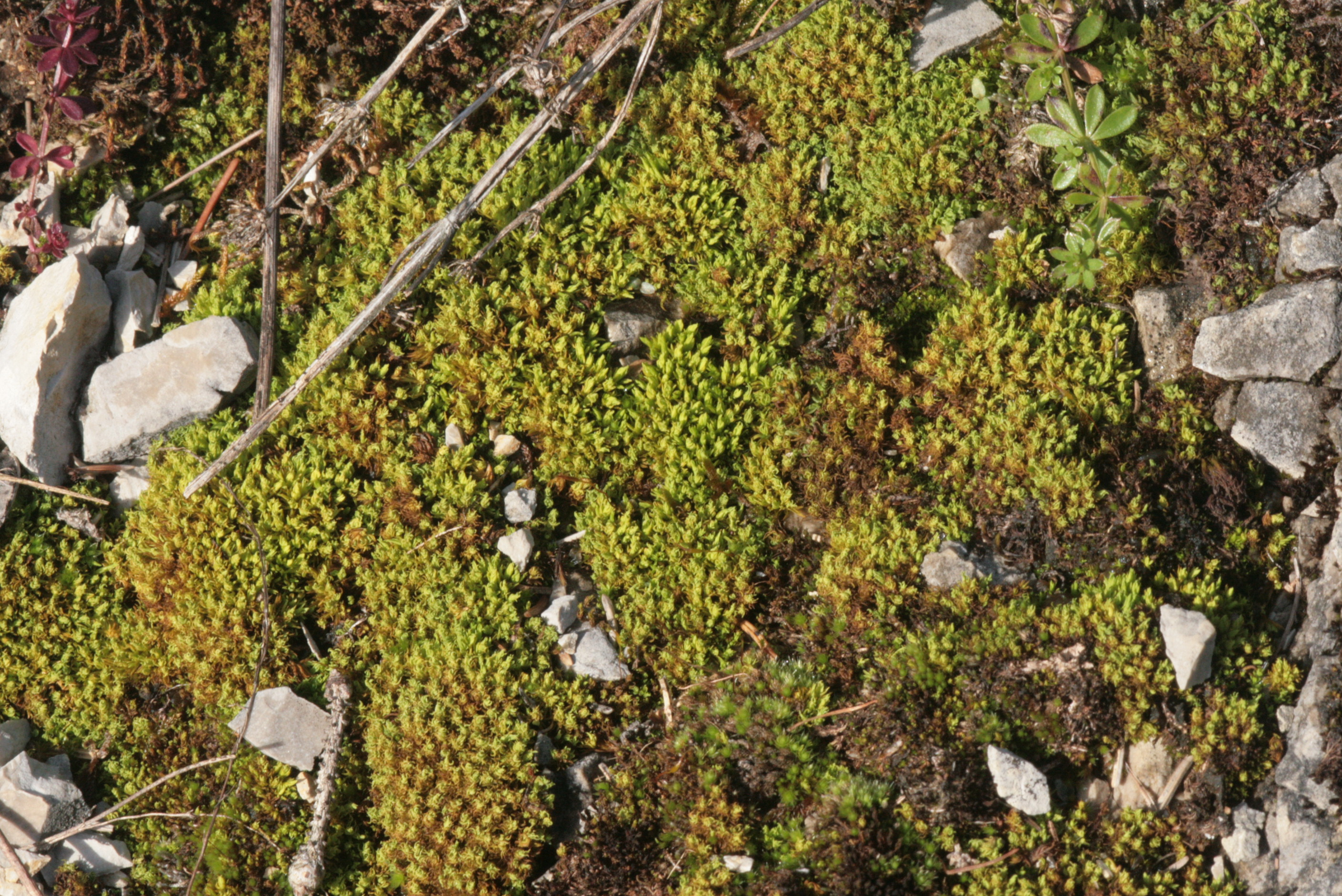
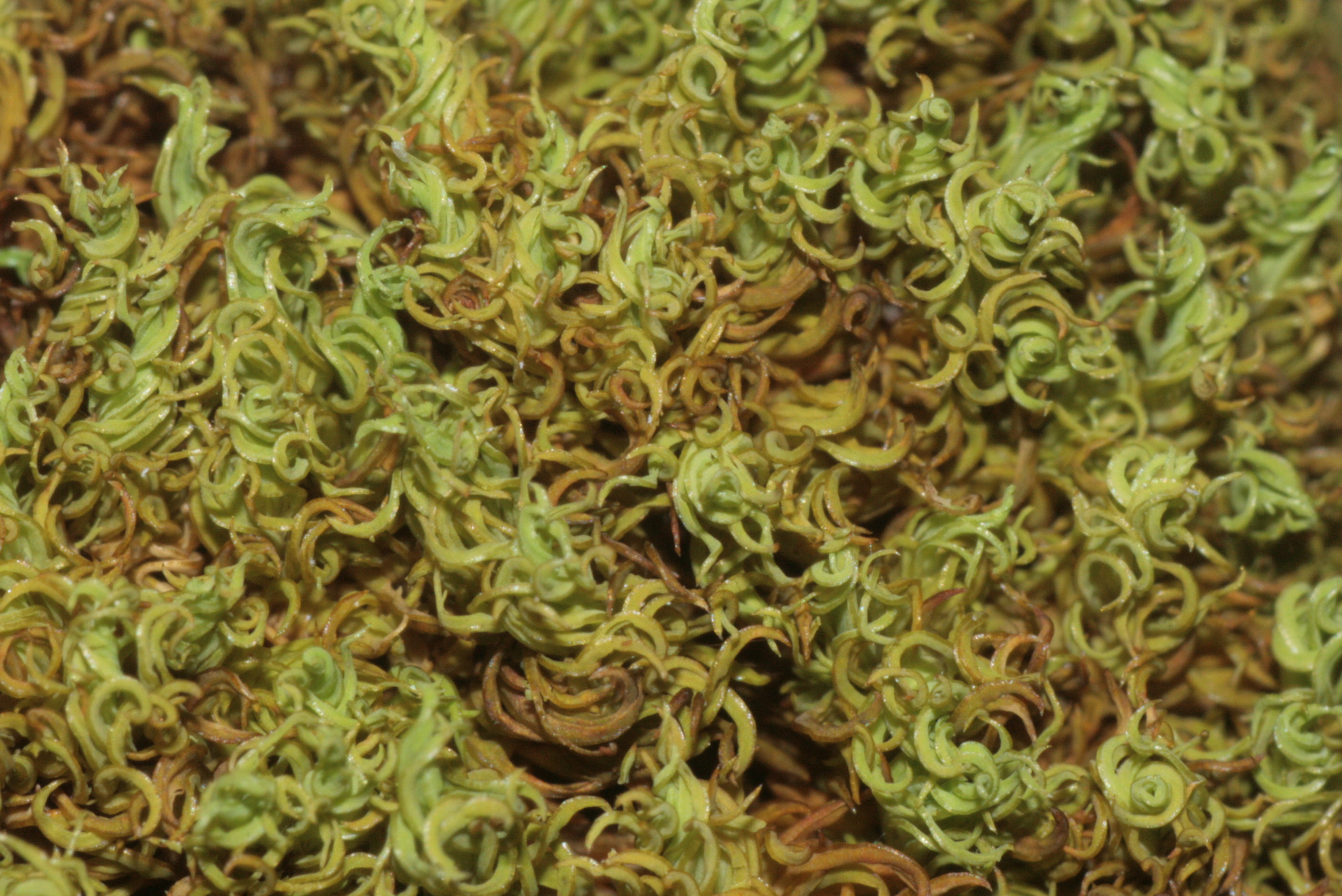
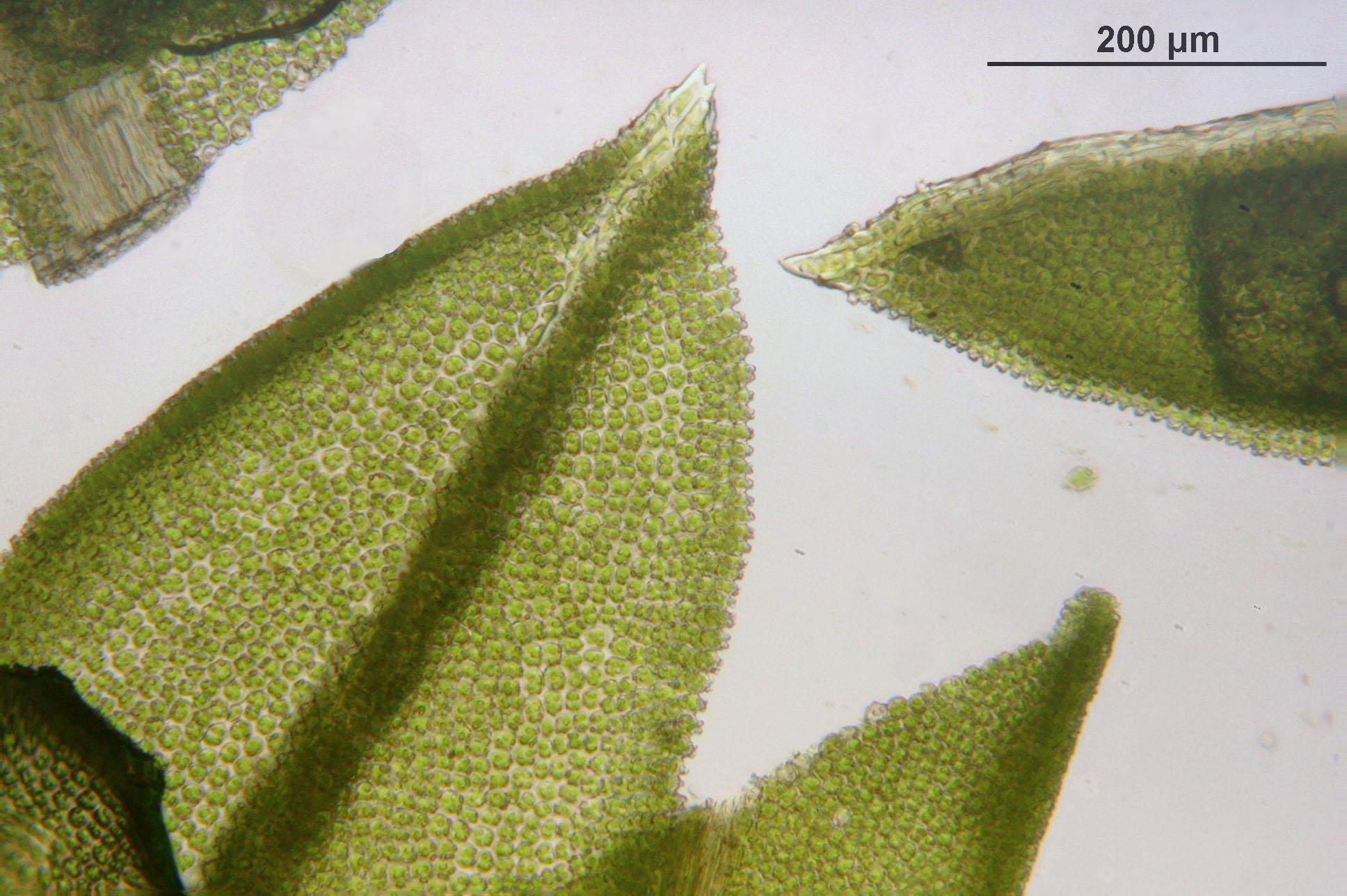
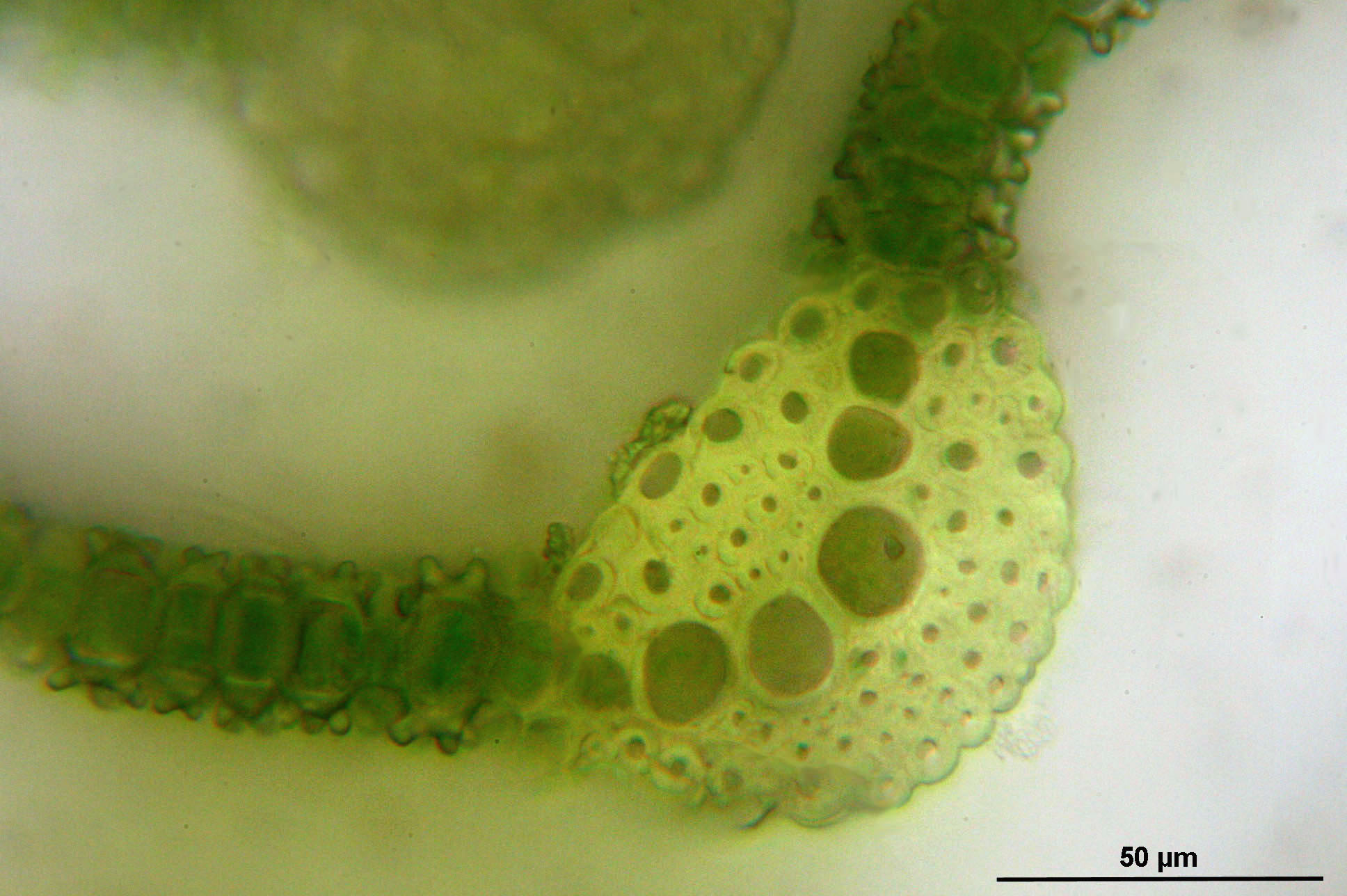
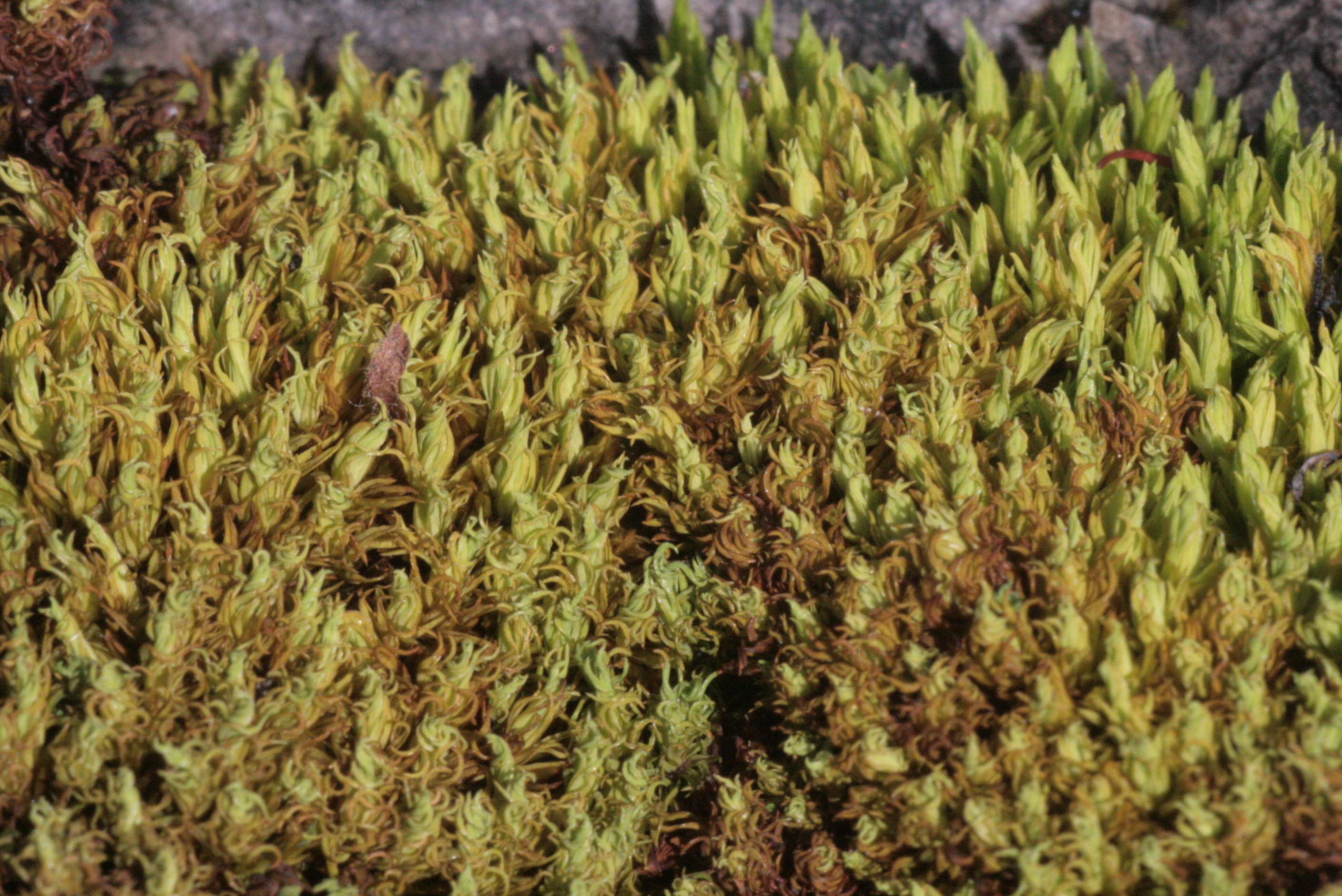
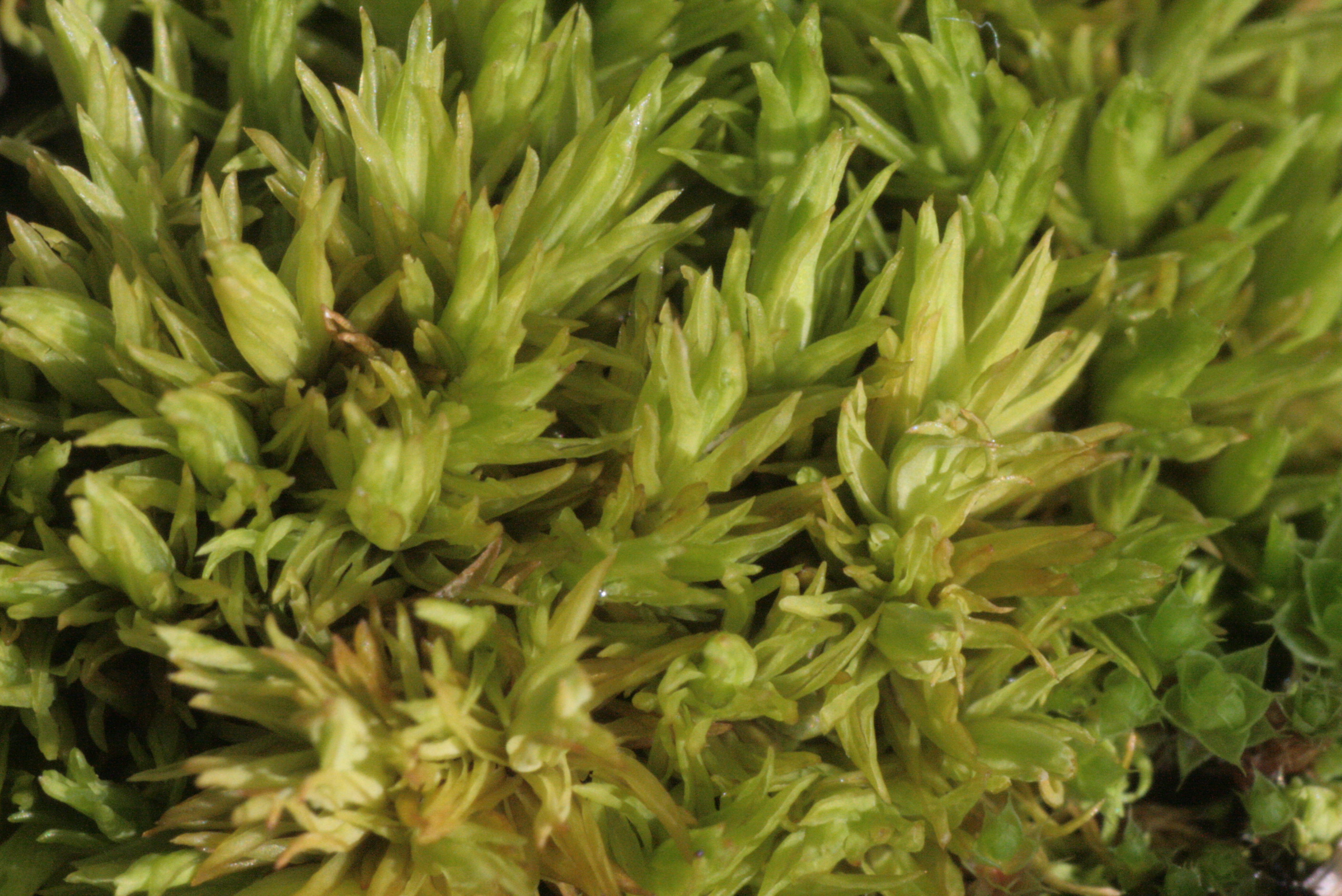